# کایوت
گرگ صحرایی آمریکای شمالی یا کایوتی (به انگلیسی Coyote) (نام علمی: Canis latrans) پستانداری از راستهٔ گوشت‌خواران، ردهٔ سگ‌سانان است. این جانور بومی آمریکای شمالی و مرکزی است. کایوت خز قهوه‌ای-زرد (دشتی) یا قهوه‌ای-خاکستری (کوهی) دارد. خز زیر شکم جانور سفید رنگ است. بینی سیاه و چشم‌هایی زرد با دمی پشمالو دارد.
کایوت‌های دشتی وزنی حدود ۱۰ کیلوگرم دارند. وزن کایوت‌های کوهی به ۲۵ کیلوگرم هم می‌رسد. کایوت‌ها شکارچیانی شبرو هستند و تنها شکار می‌کنند. عمدهٔ خوراک آن‌ها پستانداران کوچک و مارها هستند. آن‌ها می‌توانند از میوه‌ها و گیاهان هم تغذیه کنند. کایوت اصولاً امکان شکار چهارپایان بزرگ مانند گاو و گاومیش و امثالهم را ندارد.

## ارجاع در اساطیر
کایوت نام ایزدی خُرد در داستان‌های فولکلور سرخ‌پوستان هم هست. اگر چه بیشتر ارجاعات به این ایزد در داستان‌های مردم جنوب غرب آمریکای شمالی یافت می‌شوند، اما در داستان‌های تمام اقوام سرخ‌پوست (از کانادا تا مکزیک) ذکری از آن رفته‌است.
اسطوره آزتکی هوئه هوئه کویوتل نیز، به شکل یک کایوتی تصویر شده و با این حیوان در ارتباط است.

## در فرهنگ معاصر
- ویل ای. کایوتی، پرسوناژ کارتونی شرکت وارنر بروز
- به قاچاقچیان انسان هم گفته می‌شود.